# Christoph Spycher
Christoph Spycher est un footballeur suisse né le 30 mars 1978 à Wolhusen (Suisse).

## Biographie

### Carrière en club
Né à Wolhusen le 30 mars 1978, Christoph Spycher grandit près de Köniz et commence le football dans le club du FC Sternenberg. Il rejoint ensuite, pendant trois ans, les juniors interrégionaux du SC Bümpliz 78, avant d’intégrer à 17 ans, la première équipe du club bernois en 1re ligue. Deux ans plus tard, il se joint au FC Münsingen, toujours en première ligue. Proposé au BSC Young Boys après une saison, il reste finalement une saison de plus à Münsingen, en raison d’une situation chaotique au Wankdorf. Il rejoint finalement la Ligue nationale A en 1999 lorsqu’il s’engage avec le FC Lucerne, alors que Young Boys, Lausanne ou le Yverdon-Sport FC de Lucien Favre montrent également leur intérêt. 
Sous la houlette d’Andy Egli, qui l’a convaincu de rejoindre Allmend, Spycher s’impose d’emblée, replacé au poste de latéral gauche alors qu’il avait toujours joué au milieu de terrain. Sentant qu’il stagne et parce que Lucerne est dans une mauvaise passe, il rejoint en 2001 le Grasshopper-Club Zurich, où il joue quatre ans.
Il rejoint par la suite le club allemand de l'Eintracht Francfort, où sa carrière décolle. Il y devient un titulaire indiscutable, il est même vice-capitaine durant la saison 2007-2008, avant de devenir capitaine du club en 2009.
Il rejoint le BSC Young Boys en 2010 où il est un titulaire indiscutable dans le dispositif de Christian Gross.

### Équipe nationale
Christoph Spycher fait ses débuts avec la Nati le 30 avril 2003, contre l'Italie. Il est titulaire lors de l'Euro 2004. Il sera ensuite la doublure de Ludovic Magnin.
L'arrivée de Hitzfeld change tout et il devient un titulaire indiscutable. Il est retenu pour la Coupe du monde 2010. Mais il doit renoncer sur blessure. À la suite de cela, il met fin a sa carrière internationale.

### Comme dirigeant
En septembre 2016, Spycher est nommé directeur sportif des Young Boys.

## Palmarès
- Champion de Suisse en 2003 avec le Grasshopper Zürich
- Finaliste de la Coupe d'Allemagne en 2006 avec l'Eintracht Francfort